# Viaduc de Maupré
Das Viaduc de Maupré, offiziell das Viaduc de Charolles, ist eine Straßenbrücke nördlich von Charolles im Département Saône-et-Loire in der französischen Region Bourgogne-Franche-Comté. Es führt die Route Centre-Europe-Atlantique, hier die Route nationale 79, über die Talsenke Maupré und die Routes départementales D 25 und D 985.
Die 325 m lange und 10,75 m breite Brücke hat zwei Fahrspuren und schmale Pannenstreifen. Ihre sieben Öffnungen haben bis zu 23 m hohe Pfeiler in Achsabständen von 40 bis 53 m.
Der Fahrbahnträger hat eine konstante Höhe von 3 m. Er besteht aus einer durchgehenden Spannbetonplatte, V-förmig angeordneten Trapezblechen und, als Untergurt, einem mittig angeordneten Stahlrohr mit einem Durchmesser von 60 cm. Die Fahrbahnplatte ist 20 cm stark und quer vorgespannt. Die Spannglieder der Längsvorspannung befinden sich innerhalb des V-Profils, das von den 8 mm starken Trapezblechen gebildet wird. Das Stahlrohr wurde nach der Montage mit Beton verfüllt.
Das Viadukt wurde von Michel Duviard konzipiert, von Jacques Combault und Pierre Thivans geplant und zwischen 1984 und 1987 von Campenon Bernard ausgeführt.
Die französischen Brückeningenieure suchten damals nach Wegen, das Gewicht des Balkenträgers zu verringern und damit günstigere Baukosten zu erreichen. Die Pont d’Arbois war eine der ersten kleineren Brücken, bei denen diese Ideen realisiert wurden. Mit dem Viaduc de Maupré und dem Viaduc de Sylans wurden ähnliche Lösungen realisiert.